# Roadracing-VM 1957
| Klass   | Mästare individuellt              | Mästare konstruktörer |
| ------- | --------------------------------- | --------------------- |
| 500GP   | Libero Liberati                   | Gilera                |
| 350GP   | Keith Campbell (Moto Guzzi)       | Gilera                |
| 250GP   | Cecil Sandford                    | Mondial               |
| 125GP   | Tarquinio Provini                 | Mondial               |
| Sidvagn | Fritz Hillebrand/Manfred Grunwald | BMW                   |

Världsmästerskapen i Roadracing 1957 arrangerades  av F.I.M. Säsongen bestod av sex Grand Prix i fem klasser: 500cc, 350cc, 250cc, 125cc och Sidvagnar 500cc. Den inleddes 19 maj med Västtysklands Grand Prix och avslutades med Nationernas Grand Prix i Italien den 1 september.

## Säsongen i sammanfattning
Det blev nya världsmästare i alla klasser. Den ende som vunnit VM tidigare var 250cc-segraren britten Cecil Sandford på Mondial, som vunnit 125cc-VM 1951. I huvudklassen 500cc tog italienaren Libero Liberati på Moto Guzzi sin första titel efter att ha segrat i fyra av sex Grand Prix. I 350-kubiksklassen vann australiensaren Keith Campbell på Moto Guzzi. 125-klassen togs hem av italienaren Tarquinio Provini på Mondial.
De italienska motorcykeltillverkarna, däribland de ledande märkena Moto Guzzi, Gilera, Mondial och MV Agusta, kom under året överens om att sluta tävla i världsmästerskapen efter 1957 års säsong av ekonomiska skäl. MV Agusta ångrade sig och fortsatte, men 1957 anses som slutet på roadracingens första gyllene era.

## 1957 års Grand Prix-kalender
| Omgång | Datum       | Grand Prix               | Bana                     | Segrare 125cc     | Segrare 250cc     | Segrare 350cc   | Segrare 500cc   | Segrare Sidvagn       |
| ------ | ----------- | ------------------------ | ------------------------ | ----------------- | ----------------- | --------------- | --------------- | --------------------- |
| 1      | 18 maj      | Västtyskland             | Hockenheimring           | Carlo Ubbiali     | Carlo Ubbiali     | Libero Liberati | Libero Liberati | Hillebrand / Grunwald |
| 2      | 7 juni      | Isle of Man TT           | Snaefell mountain course | Tarquinio Provini | Cecil Sandford    | Bob McIntyre    | Bob McIntyre    | Hillebrand / Grunwald |
| 3      | 29 juni     | TT Assen                 | TT Circuit Assen         | Tarquinio Provini | Tarquinio Provini | Keith Campbell  | John Surtees    | Hillebrand / Grunwald |
| 4      | 7 juli      | Belgien                  | Spa-Francorchamps        | Tarquinio Provini | John Hartle       | Keith Campbell  | Libero Liberati | Schneider / Strauß    |
| 5      | 10 augusti  | Ulster                   | Dundrod Circuit          | Luigi Taveri      | Cecil Sandford    | Keith Campbell  | Libero Liberati |                       |
| 6      | 1 september | Italien - Nationernas GP | Monza                    | Carlo Ubbiali     | Tarquinio Provini | Bob McIntyre    | Libero Liberati | Milani / Milani       |

### Poängräkning
De sex främsta i varje race fick poäng enligt tabellen nedan. De fyra bästa resultaten räknades i mästerskapen för samtliga klasser.
| Plats | 1 | 2 | 3 | 4 | 5 | 6 |
| ----- | - | - | - | - | - | - |
| Poäng | 8 | 6 | 4 | 3 | 2 | 1 |